# WIMP (Benutzerschnittstelle)
Das englischsprachige Akronym WIMP steht für die englischen Begriffe Windows, Icons, Menus, Pointer und bezeichnet das derzeit dominierende Grundkonzept moderner grafischer Benutzerschnittstellen (englisch graphical user interfaces, GUIs). Die vier Begriffe bedeuten ins Deutsche übersetzt: Fenster, Symbole, Menüs und Zeiger.

## Windows
Fenster sind meist nebeneinander bzw. sich überlagernd darstellbare Zonen, die Text- und Bilddokumente, Bearbeitungswerkzeuge u. v. a. m. beinhalten können. Manche Fensterarten sind in Größe und Position frei veränderbar, andere wiederum dienen z. B. nur zur Darstellung von Warnhinweis-Dialogen mit fester Größe und Position.

## Icons
Symbole (engl. Icon) sind meist kompakte Bilder, die Dokumente, Anwendungen, Anwendungs-Funktionen usw. repräsentieren und mit einem kurzen Erklärungstext versehen sein können. Beispiele sind Warnsymbole, Werkzeugicons, Navigationspfeile und Favicons. Im Vergleich zu bloßen Textzeilen lassen Icons viele Funktionen und Mediensorten schneller erfassbar und intuitiver wiedererkennbar werden: „Der Mensch nimmt rasch im Bilde etwas zur Kenntnis, was er lesend nicht mehr auffassen könnte.“

## Menüs
Menüs sind meist ausklappbare Auswahl-Listen für die jeweils verfügbaren Anwendungs-Funktionen. Sogenannte Pull-Down-Menüs klappen nur nach unten (down) auf, da sich deren Menüleiste immer ganz am oberen Monitorrand befindet – letzteres hat den ergonomischen Vorteil, dass man beim Anklicken der Menüleiste nicht auf die exakte Höhenposition achten muss, sondern den Mauszeiger einfach am Monitorrand entlanggleiten lassen kann. Entsprechend anders verhält es sich mit Pull-Up-Menüs (am unteren Monitorrand) und Pop-Up-Menüs (an beliebigen Stellen). Weitere Menü-Arten sind Tortenmenüs, Kontextmenüs u. a.

## Pointer
Der Zeiger zeigt auf einen veränderlichen einzelnen Punkt (in der Regel ein Pixel) innerhalb eines unsichtbaren Koordinatensystems auf der sichtbaren Fläche einer grafischen Benutzerschnittstelle („Benutzeroberfläche“). Der Zeiger wird mittels Zeigegerät positioniert und gesteuert – z. B. Maus (siehe Mauszeiger), Eingabestift oder Finger (siehe Touchscreen).
Der Zeiger selbst ist an sich nicht sichtbar, wird aber durch eine als Cursor bezeichnete symbolhafte Grafik markiert und repräsentiert. Allerdings werden heutzutage  „(Maus-)Zeiger“ und „(Maus-)Cursor“ synonym verwendet.
Je nach Kontext der Zeigerposition – also „über“ welcher Art (Steuer-)Element befindet sich der Zeiger – werden unterschiedliche Cursor zur Positionsmarkierung verwendet. So werden beispielsweise an Kanten und Ecken von Fenstern entsprechende Pfeile dargestellt, die verdeutlichen sollen, dass das Fenster vergrößert bzw. verkleinert werden kann. Ein (Sand-)Uhr-Symbol kann beispielsweise anzeigen, dass der Benutzer warten muss.
Durch Drücken der primären Maustaste wird ein „unter“ dem Mauszeiger befindliches Steuerelement fokussiert. Durch Loslassen der Taste wird eine entsprechende Aktion (Ausführen einer Prozedur, Funktion, Routine oder Subroutine etc.) ausgelöst. Drücken und sofortiges Loslassen wird als Klick(en) bezeichnet. Damit kann beispielsweise ein Menü verwendet werden (siehe vorheriger Abschnitt) oder eine Datei ausgewählt/selektiert werden. Zwei schnell nacheinander ausgeführte Klicks (Doppelklick) können ein Dokument „öffnen“ und/oder ein Programm starten oder ein Wort in einem Text auswählen/selektieren. Die Selektion wird gewöhnlich durch Invertieren oder farbliches Hinterlegen markiert. Drei schnell nacheinander ausgeführte Klicks auf eine Textstelle wählen in der Regel eine ganze Zeile bzw. ganzen Absatz aus. Durch Bewegen der Maus bei gleichzeitigem Drücken der primären Maustaste können Textzeichen, Dateien und andere Objekte ausgewählt werden.
Mittels Zeiger kann ebenso ein Text-Eingabebereich fokussiert und innerhalb dessen der (vom oben genannten zu unterscheidende) (Text-)Cursor positioniert werden.

## Besonderheiten der WIMP-Methodik
Hier ist indirekt das Grundkonzept der Direktmanipulation enthalten: Mittels Werkzeug (Programm) kann beliebiges Material (Dokument) in einem Gebäude (Betriebssystem) bearbeitet werden, ohne  Befehlszeilen eintippen zu müssen. Auf dem menschengerechten WIMP-Prinzip basiert u. a. das WYSIWYG-Prinzip.
Im Zuge der Entwicklung neuer Bedientechnologien wie Multitouchdisplays oder Datenhandschuhen sowie mit den Fortschritten in Richtung Ubiquitous Computing (Rechnerallgegenwärtigkeit) zeigen sich allerdings Schwächen dieses Bedienkonzeptes. Diese neuen Bedienmethoden sind der menschlichen Intuition deutlich weiter angepasst als das WIMP-Konzept, so dass die Bedienung schneller ist und der Benutzer durch die Bedienung weniger von seiner eigentlichen Tätigkeit abgelenkt ist. Dies geht dabei bisher allerdings noch auf Kosten der Universalität.

## Geschichte
Ein erster Meilenstein der WIMP-Geschichte ist das am Stanford Research Institute unter der Leitung von Douglas Engelbart und anderen entwickelte NLS (oN-Line System), welches 1968 öffentlich präsentiert wurde. Einige NLS-Entwickler wechselten Anfang der 1970er Jahre ans Xerox PARC, um das WIMP-gestützte Smalltalk zu realisieren, welches wiederum für Apples Mac OS Pate stand.

## Offline-Medien
- Douglas C. Engelbart et al.: SRI-ARC. A technical session presentation at the Fall Joint Computer Conference in San Francisco, Dec. 9, 1968 (NLS demo ’68: The computer mouse debut), elf Filme und sechs Videos (100 Min.), Engelbart Collection, Stanford University Library, Menlo Park (CA).
- Michael Friedewald: Der Computer als Werkzeug und Medium · Die geistigen und technischen Wurzeln des Personal Computers, Diepholz/GNT, Berlin, 1999.